# Graham Binns
Mayor General Graham Binns, es un oficial retirado del Ejército británico, es el director ejecutivo de Aegis Defence Services. Fue uno de los comandantes de las fuerzas británicas durante la invasión de Irak de 2003.

## Biografía militar
El General de Brigada Graham Binns fue comisionado del regimiento Príncipe de Gales 'de Yorkshire en 1977. Los primeros deberes del regimiento incluye el servicio en Alemania, Noruega y el Reino Unido. En 1988 asistió a la universidad canadiense de las fuerzas de comando y Estado Mayor en Toronto, luego se desempeñó como Jefe de Estado Mayor de la Brigada de Infantería 39 en Irlanda del Norte. Él volvió a su regimiento en 1992 para dirigir una compañía de Guerra, incluyendo un viaje en Bosnia. Se desempeñó en la Escuela de Infantería de EE. UU. en Fort Benning como oficial de intercambio en 1994, y luego regresó al Reino Unido como un Teniente Coronel a ser un miembro de Directivo del personal en el Colegio Mayor del Ejército en Camberley . Él ordenó a su batallón en 1997, teniendo la unidad para ejercer en Kenia, Belice y Canadá, y en las operaciones en Irlanda del Norte. Se dirigió el equipo responsable de la OTAN la planificación operativa en los Balcanes, y se desempeñó como Jefe de Estado Mayor en la sede la KFOR en Kosovo. Asumió el mando de la 7 Brigada Acorazada el 7 de enero de 2001.

### Guerra de Irak
Binns mandó la 7 brigada acorazada durante el avance en Basora en la invasión de Irak. Binns mandó las tropas británicas a invadir el sur de Irak, y en 2007 regresó como comandante de las fuerzas británicas que supervisaron la entrega de Basora a los iraquíes.

## Vida de empresario
Luego de la vida militar se dedicó atrabajar como empresario, actualmente es director ejecutivo de Aegis Defence Services - una empresa británica de seguridad privada (CPS).